# Karl Ude
Karl Ude (* 14. Januar 1906 in Düsseldorf; † 1. April 1997 in München) war ein deutscher Journalist und Schriftsteller.

## Leben
Karl Kurt Friedrich Ude entstammte einer Angestelltenfamilie. Er studierte ursprünglich evangelische Theologie, daneben aber auch Philosophie, Germanistik, Theaterwissenschaft, Kunst- und Musikgeschichte an Universitäten in Bonn, Marburg und Paris. Angezogen vom Schwabinger Kulturleben und München als „Hauptstadt der Bewegung“, ließ er sich 1926 in München nieder, wo er u. a. Vorlesungen bei Artur Kutscher hörte, der später auch zu seinem Freundeskreis zählte. Ude arbeitete als Literatur- und Theaterkritiker für verschiedene Münchner Zeitungen. Ab 1946 gehörte er der Redaktion der Süddeutschen Zeitung an, und
von 1949 bis 1973 war er als Chefredakteur der literarischen Zeitschrift Welt und Wort eine einflussreiche Persönlichkeit des Münchner Literaturlebens. Karl Ude und seine Ehefrau Renée Madeleine, geb. Guggisberg, sind die Eltern des ehemaligen Münchner Oberbürgermeisters Christian Ude.
Karl Ude veröffentlichte neben seinen journalistischen Arbeiten erzählende Werke und gab Anthologien zum Themenkreis München heraus. Er erhielt u. a. folgende Auszeichnungen: 1966 und 1986 die Medaille München leuchtet, 1967 den Tukan-Preis, 1976 den Ernst-Hoferichter-Preis und das Bundesverdienstkreuz am Bande sowie 1977 den Schwabinger Kunstpreis.
Der Bund für Geistesfreiheit Bayern warf Ude – ohne dies aber näher auszuführen – eine zustimmende Haltung zur Bücherverbrennung 1933 vor.
Aus 20 Zeitungen, für die Karl Ude von 1933 bis 1945 als München-Korrespondent schrieb, hat der Münchner Autor Johann Türk circa 5.000 vor Mai 1945 erschienene Artikel von Karl Ude gesammelt. Nach Türk betreibt Karl Ude in 80 Prozent dieser Artikel „zum Teil üble NS-Propaganda“.

## Werke
- Das Ringen um die Franziscus-Legende, München 1932
- Hier Quack!, Freiburg 1933
- Schelme und Hagestolze, Mühlacker 1940
- Vergnüglicher Stellungswechsel. Heitere Bilder von allen Waffengattungen des Heeres. Hugendubel, München 1942 (zusammen mit Klaus Kuhn). Wurde nach Kriegsende in der Sowjetischen Besatzungszone (SBZ) auf die Liste der auszusondernden Literatur gesetzt.[4]
- Die Pferde auf Elsenhöhe. Arbeitsgemeinschaft für Zeitgeschichte, München 1943. Wurde nach Kriegsende in der SBZ auf die Liste der auszusondernden Literatur gesetzt.[4]
- Die Rettung, München 1943
- Das Rollschuhlaufbüchlein, Bad Wörishofen 1948
- Vierzehn Tännlein zuviel, Tübingen 1948
- Abenteuer im Dezember, Gütersloh 1955
- Damals, als wir Rollschuh liefen, München 1956
- Frank Wedekind, Mühlacker 1966
- Fernsprechtechnik als Lebensaufgabe, München 1981
- Schwabing von innen, München 2002

## Herausgeberschaft
- Josef Pembaur, München 1940 (herausgegeben zusammen mit Otto A. Graef)
- Hier schreibt München, München 1961
- Besondere Kennzeichen, München 1964
- Artur Kutscher: Wedekind, München 1964
- Denk ich an München, München 1966 (herausgegeben zusammen mit Hermann Proebst)
- Ernst Hoferichter: Das Ernst-Hoferichter-Buch, Rosenheim 1977

## Nachlass
Der literarische Nachlass von Karl Ude befindet sich im Literaturarchiv der Monacensia in München.